# Michael Masula
Michael Masula (* 24. März 1968 in Berlin) ist ein deutscher Theater- und Filmschauspieler und Ensemblemitglied des Wiener Burgtheaters.

## Leben
Aufgewachsen in Bergneustadt, absolvierte Masula seine Schauspielausbildung in Köln. Er war Ensemblemitglied unter anderem in Würzburg, Bielefeld und Dortmund. Seit der Spielzeit 1999/2000 ist er am Burgtheater Wien engagiert. Er arbeitete etwa mit Karin Beier, Jan Bosse, Andrea Breth, Dieter Giesing, Dimiter Gotscheff, Matthias Hartmann, Andreas Kriegenburg, Martin Kušej, Stefan Pucher, Jérôme Savary  und Joachim Schlömer zusammen.
Als Filmschauspieler wirkte er in Michael Kreihsls The Long Rain (2000), Caspar Pfaundlers Schottentor (2008) sowie Oskar Roehlers Jud Süss – Film ohne Gewissen (2009) mit. Als Fernsehschauspieler war er zum Beispiel als Theodor Herzl in der TV-Dokumentation Der Traum vom Gelobten Land: Theodor Herzl und das moderne Israel (2010) von Monika Czernin und in Hansjörg Thurns Historienfilm Isenhart – Die Jagd nach dem Seelenfänger (2011) zu sehen.

## Filmografie (Auswahl)
- 2015: Tatort: Gier
- 2016–2022: Vorstadtweiber (Fernsehserie)
- 2017: SOKO Donau – Über den Dächern von Linz
- 2020: WaPo Bodensee – Schutzlos
- 2022: SOKO Donau/SOKO Wien – Falsche Signale (Fernsehserie)
- 2023: Universum History – Maria Theresias dunkle Seite – Die Vertreibung der Juden aus Prag (Fernsehserie)
- 2024: Zitronenherzen (Fernsehfilm)